# Always Never the Same (George Strait)
Always Never the Same è il diciannovesimo album in studio del cantante statunitense George Strait, pubblicato il 2 marzo 1999.

## Tracce
1. Meanwhile – 3:31 (Wayland Holyfield, J. Fred Knoblock)
2. Write This Down – 3:39 (Dana Hunt Black, Kent Robbins)
3. That's the Truth – 3:19 (Steve Leslie, Melba Montgomery)
4. What Do You Say to That – 3:00 (Jim Lauderdale, Montgomery)
5. Peace of Mind – 3:13 (Aaron Barker, Dean Dillon)
6. That's Where I Wanna Take Our Love – 3:14 (Hank Cochran, Dillon)
7. Always Never the Same – 2:58 (Marv Green, Terry McBride)
8. One of You – 2:30 (Kostas, Lauderdale)
9. I Look at You – 3:28 (Steve Bogard, Jeff Stevens)
10. 4 Minus 3 Equals Zero – 3:08 (Lonnie Williams)

## Classifiche

### Classifiche settimanali
| Classifiche (1999) | Posizione massima |
| ------------------ | ----------------- |
| Stati Uniti        | 6                 |

### Classifiche di fine anno
| Classifica (1999) | Posizione |
| ----------------- | --------- |
| Stati Uniti       | 105       |